# 秋元順子
秋元 順子（あきもと じゅんこ、1947年6月21日 - ）は、日本の女性歌手。東京都江東区深川生まれ。

## 略歴
高校卒業後、石油会社で働きながら、ハワイアンバンドで音楽活動を行うが、結婚後ほどなくして主婦業に専念。
以後は主婦業や子育てをしながら夫の家業である花屋を手伝い、その後子育てから手が離れた40歳頃に昔のバンド仲間から誘われ音楽活動を再開。
2004年4月（57歳）、ソロ歌手として「マディソン郡の恋」を徳間ジャパンからインディーズ発売。同曲の評判が口コミで広がり、「有線お問合せランキング」で異例の連続1位を獲得。これが関係者の目に止まり、翌2005年7月に58歳でキングレコードよりメジャーデビューを果たした。
2008年に発表したサードシングル「愛のままで…」で、日本レコード大賞優秀作品賞受賞。同年の『第59回NHK紅白歌合戦』に初出場し、61歳6ヶ月での初出場は紅組史上歴代最高齢記録である。初出場歌手会見の報道では「団塊世代の星」と評された。また、同曲により2009年オリコンランキング総合1位シングル最年長首位記録を樹立。
2019年テナーオフィスに移籍。ブログのアドレスも変更。

## エピソード

### 子供時代
紳士服の仕立て職人で浪曲好きな父、民謡好きな母のもとで育ち、自然と歌うことが好きになった。ただし小さい頃はハスキーな自分の声にコンプレックスを持っており、友達から「ガラガラ声」とからかわれたせいで、大好きな歌も人前では歌えなかった。小学3年生の時、音楽の授業で一人で「月の砂漠」を歌うことになり、歌唱後に担任から「とってもいい声ね」と褒められ、友達からも拍手されたことでコンプレックスを克服。
中学では英語の歌唱コンクールで優勝し、高校では歌と台詞のオペレッタ「シンデレラ」で、憎たらしい母親役を演じたことで自信に繋がった。子供の頃から音楽の先生に憧れていたため、音大志望だった
。しかし、親から働いて家計を助けてほしいとの意向により、高校卒業後は石油会社に就職した。

### ハワイアンバンドのボーカルと主婦業
しかし音楽への思いは捨てられず、会社のハワイアンバンドにボーカルとして加入。以後、社内イベントなどでハワイアンの他ジャズ、ポップス、民謡など色々なジャンルの歌を披露し始める。すると歌声が評判となって他の会社などからもバンドに声がかかるようになり、色々な会社のイベントやパーティーに呼ばれて歌うようになった。また、この頃は他のグループからスカウトされて3つのバンドを掛け持ちしたこともあった。
20代の頃、プロ歌手を目指していくつかオーディションを受けたが、どれも「歌はいいけど、あと何歳か若ければね」などと言われて不合格に終わった。ほどなくして友達の紹介で生花店を営む男性との結婚を機に24歳で石油会社を退社。結婚後もしばらくはバンド活動を続けたが、長女を妊娠してドレスが着れなくなったことを機に歌手活動を休止。その後長男も生まれ、家事と子育てと生花店の手伝いで忙しい日々を過ごし、40代までの13～14年間は歌と全く無縁の生活となった。
上の子が小学4年生になり、生花店も順調に業績を伸ばしていたある日、昔のバンド仲間からバンド再結成に誘われた。久しぶりに会った仲間の前で以前バンド活動で歌っていた「南国の夜」を歌うと、十分声が出たことやボーカルをしていた頃の楽しさを思い出した。すぐに夫に電話で相談すると、「今まで通り家事と店の手伝いもした上でなら、バンドやってもいいよ」と許可が下りた。
以後家事などを懸命にこなしながら、歌の練習をしてバンド活動を再開させた。その後一時はバンドを辞めようかとも思ったが、娘から小学生の娘から、「本当にやりたいんだったらやれるところまでやってみたら？」って言われたとの言葉に励まされ、娘に時々料理の手伝いをしてもらいながらバンド活動を続けた。

### 本格的に歌手の道へ
ほどなくしてある人から「あなたの声はジャズ向きね」と言われたことが発端となり、後日ジャズの本場であるニューヨークとニューオリンズを巡るツアーに参加。2週間後熱いジャズへの想いを胸に帰国すると、同ツアー参加者から「ライブハウスで歌ってみませんか」と声がかかった。これに出演するため、本格的なボイストレーニングやジャズの歌詞に出てくる英語の勉強を行った。
また、新人のソロ歌手となった直後に、ジャズクラブ関係者から助言をもらった。以後、経験が豊富な先輩歌手たちのステージを色々と見て回り、客に衣装の要望をリサーチするなど地道に努力を重ねた。次第に秋元の歌唱などを気に入る客が出てきて、歌手として仕事が増えていった。
セミプロのジャズ歌手として遅咲きのスターを切り、ライブハウスやホテルのラウンジなどで歌声を披露するようになった。2004年、友人の紹介で作曲家・星桂三と出会って楽曲「マディソン郡の恋」をもらい、インディーズの形で星とCDを共同制作した。以後キャリーバッグにCDを詰め込んで知り合いのクラブやカラオケバーなどを回って手売りすると、有線放送で反響が広がった。CDが6,000枚完売した頃、レコード会社から声がかかり歌手としてメジャーデビューが決まった。
「愛のままで…」の曲を渡された時、本人を含めて大ヒットするとは誰一人思わなかった。しかし全国キャンペーンで地方を回った時、以前とは違う客の反応でヒットの兆しを感じた。

## 人物
- 趣味は自動車の運転。特技はフラワーアレンジメント。
- 幼少時は児童劇団に所属し[8]、時代劇女優志望だった。その後石原裕次郎主演映画『青春とはなんだ』で生徒役としてエキストラ出演。
- オヤジギャグを多く発する[9]。
- 同じレーベルに所属するヒップホップユニット・CLIFF EDGEのミニアルバム『VOYAGE』に収録されている「終りなき旅」という楽曲にAJという名義で参加している。
- 夫は花屋は4軒を経営しており、子どもは2人いる[5]。
- 58歳でメジャーデビューしたことについて、本人は「きっと神様が『あなたは58歳まで勉強しなさい、人脈を作りなさい、歌もたくさん覚えなさい』っていう時間をくれたんだな、今思えばありがたいことだったなと思っています」と語っている[6]。

## ディスコグラフィ

### シングル
- すべてキングレコードからリリース。

| #  | 発売日         | 曲順 | タイトル                                | 作詞                  | 作曲           | 編曲       | オリコン 最高順位 | 規格品番   |
| -- | -------------- | ---- | --------------------------------------- | --------------------- | -------------- | ---------- | ----------------- | ---------- |
| 1  | 2005年 7月21日 | 01   | マディソン郡の恋                        | 星桂三                | 星桂三         | 花岡優平   | -                 | KICM-905   |
| 1  | 2005年 7月21日 | 02   | 月の浜辺                                | 長平俊一              | 花岡優平       | 花岡優平   | -                 | KICM-905   |
| 2  | 2007年 2月7日  | 01   | 雨の旅人                                | 花岡優平              | 花岡優平       | 花岡優平   | 47位              | KICM-30060 |
| 2  | 2007年 2月7日  | 02   | ロンリーナイト・東京                    | 花岡優平              | 花岡優平       | 花岡優平   | 47位              | KICM-30060 |
| 3  | 2008年 2月7日  | 01   | 愛のままで…                             | 花岡優平              | 花岡優平       | 花岡優平   | 1位               | KICM-30125 |
| 3  | 2008年 2月7日  | 02   | 忘れもの                                | 花岡美奈子            | 花岡優平       | 花岡優平   | 1位               | KICM-30125 |
| 4  | 2009年 7月8日  | 01   | 黄昏Love again                          | 花岡優平              | 花岡優平       | 若草恵     | 8位               | KICM-30224 |
| 4  | 2009年 7月8日  | 02   | 愛の歌売り                              | 峰崎林二郎            | 花岡優平       | 桜庭伸幸   | 8位               | KICM-30224 |
| 5  | 2010年 4月21日 | 01   | 一枚の写真                              | 花岡優平              | 花岡優平       | 川口真     | 22位              | KICM-30273 |
| 5  | 2010年 4月21日 | 02   | 星降る夜に…                             | 花岡優平              | 花岡優平       | 川口真     | 22位              | KICM-30273 |
| 6  | 2011年 2月23日 | 01   | その花は…〜変わらぬ愛〜                 | 瀬戸内寂聴 花岡美奈子 | 花岡優平       | 紅林やよい | 34位              | KICM-30333 |
| 6  | 2011年 2月23日 | 02   | かくれんぼ                              | 花岡美奈子            | 小田純平       | 矢田部正   | 34位              | KICM-30333 |
| 7  | 2011年 8月24日 | 01   | 枯れない花                              | 秋元康                | 鈴木キサブロー | 服部隆之   | -                 | KICM-30373 |
| 7  | 2011年 8月24日 | 02   | Precious〜逢いたくて〜                  | 羽場仁志 花岡美奈子   | 羽場仁志       | 川村栄二   | -                 | KICM-30373 |
| 8  | 2012年 7月11日 | 01   | 24時の孤独                              | 田久保真見            | 徳久広司       | 矢野立美   | 39位              | KICM-30445 |
| 8  | 2012年 7月11日 | 02   | 想い出セレナーデ                        | 沢田知可子            | 鈴木キサブロー | 小野澤篤   | 39位              | KICM-30445 |
| 9  | 2013年 6月26日 | 01   | メリーゴーランド 〜涙の贈りもの〜       | 花岡優平              | 花岡優平       | 花岡優平   | 43位              | KICM-30514 |
| 9  | 2013年 6月26日 | 02   | 哀愁の夜想曲                            | 花岡優平              | 花岡優平       | 矢野立美   | 43位              | KICM-30514 |
| 10 | 2014年 6月4日  | 01   | 愛鍵                                    | 喜多條忠              | 花岡優平       | 矢野立美   | 31位              | KICM-30593 |
| 10 | 2014年 6月4日  | 02   | パステルブルー 〜コーラスガール〜       | 吉田旺                | 花岡優平       | 矢野立美   | 31位              | KICM-30593 |
| 11 | 2015年 6月17日 | 01   | ROSE                                    | 田久保真見            | 花岡優平       | 紅林やよい | 41位              | KICM-30661 |
| 11 | 2015年 6月17日 | 02   | 赤坂レディバード                        | 田久保真見            | 花岡優平       | 紅林やよい | 41位              | KICM-30661 |
| 12 | 2016年 6月8日  | 01   | ティ・アモ〜風が吹いて〜                | 紙中礼子              | 杉本眞人       | 矢野立美   | 34位              | KICM-30726 |
| 12 | 2016年 6月8日  | 02   | LOVE〜永遠の記憶〜                      | 紙中礼子              | 杉本眞人       | 矢野立美   | 34位              | KICM-30726 |
| 13 | 2017年 6月7日  | 01   | 夢のつづきを…                           | 花岡優平              | 花岡優平       | 川口真     | 36位              | KICM-30797 |
| 13 | 2017年 6月7日  | 02   | 紅いブルース                            | 紙中礼子              | 花岡優平       | 川口真     | 36位              | KICM-30797 |
| 14 | 2018年 5月9日  | 01   | 哀しみのコンチェルト                    | 花岡優平              | 花岡優平       | 矢野立美   | 34位              | KICM-30855 |
| 14 | 2018年 5月9日  | 02   | 夜明けの海                              | 花岡優平              | 花岡優平       | 紅林やよい | 34位              | KICM-30855 |
| 15 | 2019年 9月4日  | 01   | たそがれ坂の二日月                      | 喜多條忠              | 杉本眞人       | 川村栄二   | 42位              | KICM-30938 |
| 15 | 2019年 9月4日  | 02   | ノラ                                    | ちあき哲也            | 徳久広司       | 中村力哉   | 42位              | KICM-30938 |
| 15 | 2019年 9月4日  | 03   | ふしあわせという名の猫                  | 寺山修司              | 山木幸三郎     | 中村力哉   | 42位              | KICM-30938 |
| 16 | 2020年 6月10日 | 01   | 帰れない夜のバラード                    | 喜多條忠              | 杉本眞人       | 矢野立美   | 26位              | KICM-30987 |
| 16 | 2020年 6月10日 | 02   | 横浜のもへじ                            | 喜多條忠              | 杉本眞人       | 矢野立美   | 26位              | KICM-30987 |
| 17 | 2021年 5月26日 | 01   | いちばん素敵な港町                      | 喜多條忠              | 杉本眞人       | 宮崎慎二   | 48位              | KICM-31023 |
| 17 | 2021年 5月26日 | 02   | なぎさ橋から                            | 喜多條忠              | 杉本眞人       | 宮崎慎二   | 48位              | KICM-31023 |
| 18 | 2022年 2月23日 | 01   | なぎさ橋から                            | 喜多條忠              | 杉本眞人       | 佐藤和豊   | -                 | KICM-31058 |
| 18 | 2022年 2月23日 | 02   | いちばん素敵な港町                      | 喜多條忠              | 杉本眞人       | 宮崎慎二   | -                 | KICM-31058 |
| 18 | 2022年 2月23日 | 03   | いちばん素敵な港町 (ピアノ・バージョン) | 喜多條忠              | 杉本眞人       | 中村力哉   | -                 | KICM-31058 |
| 19 | 2022年 10月5日 | 01   | 一杯のジュテーム                        | おかゆ                | おかゆ         | 多田三洋   | 41位              | KICM-31080 |
| 19 | 2022年 10月5日 | 02   | 愛を手繰って                            | 門谷憲二              | 花岡優平       | 杉山ユカリ | 41位              | KICM-31080 |
| 20 | 2023年 6月21日 | 01   | プラトニック                            | 田久保真見            | 田尾将実       | 伊戸のりお | -                 | KICM-31106 |
| 20 | 2023年 6月21日 | 02   | 引き潮                                  | 田久保真見            | 田尾将実       | 伊戸のりお | -                 | KICM-31106 |
| 21 | 2023年 12月6日 | 01   | ルージュの蝶々                          | 吉津佳風              | 浜圭介         | 溝淵新一郎 | -                 | KICM-31117 |
| 21 | 2023年 12月6日 | 02   | 東京とんぼ                              | 奈緒                  | 浜圭介         | 溝淵新一郎 | -                 | KICM-31117 |
| 22 | 2024年 6月19日 | 01   | ひとりごと                              | 紙中礼子              | 浜圭介         | 杉山ユカリ | 43位              | KICM-31139 |
| 22 | 2024年 6月19日 | 02   | マンハッタン メリークリスマス           | 大津あきら            | 浜圭介         | 杉山ユカリ | 43位              | KICM-31139 |
| 23 | 2025年 6月18日 | 01   | 心の鷗                                  | 大津あきら            | 浜圭介         | 杉山ユカリ | 48位              | KICM-31174 |
| 23 | 2025年 6月18日 | 02   | 北の防人                                | 紙中礼子              | 浜圭介         | 杉山ユカリ | 48位              | KICM-31174 |

### アルバム

#### オリジナル・アルバム
| 発売日         | タイトル             | 規格品番                                    |
| -------------- | -------------------- | ------------------------------------------- |
| 2006年4月5日   | マディソン郡の恋     | KICX-677                                    |
| 2008年8月6日   | セカンド・ストーリー | KICX-723                                    |
| 2009年9月9日   | 愛する人のために     | KICX-743【通常盤】 KICX-90743【初回限定盤】 |
| 2011年10月26日 | 華浪漫〜セレナーデ   | KICX-807                                    |

#### ベスト・アルバム
| 発売日         | タイトル                               | 規格品番      |
| -------------- | -------------------------------------- | ------------- |
| 2014年7月23日  | 秋元順子ベスト 愛のままで…             | KICX-915      |
| 2016年11月9日  | 秋元順子ベスト〜シングルス〜           | KICX-993      |
| 2018年11月21日 | Flowers〜AJセレクション〜              | KICX-1082〜83 |
| 2020年4月8日   | ベストセレクション2020                 | KICX-5182〜83 |
| 2021年4月7日   | ベストセレクション2021                 | KICX-5308〜09 |
| 2022年4月6日   | ベストセレクション2022                 | KICX-5505〜06 |
| 2023年4月5日   | ベストセレクション〜一杯のジュテーム〜 | KICX-5606〜07 |
| 2025年1月1日   | 全曲集〜ひとりごと〜                   | KICX-5690     |

#### カバー・アルバム
| 発売日         | タイトル                                | 規格品番  |
| -------------- | --------------------------------------- | --------- |
| 2010年3月24日  | アンコール〜ジャズ・スタンダード〜      | KICX-763  |
| 2013年3月13日  | Dear Songs〜夢をつないで〜              | KICX-848  |
| 2017年3月8日   | Dear Songs II                           | KICX-1011 |
| 2019年8月7日   | 令和元年の猫たち〜秋元順子 愛をこめて〜 | KICX-1102 |
| 2024年12月25日 | ハンサム・レディ〜カバーコレクション〜  | KICX-1188 |

#### ライブ・アルバム
| 発売日        | タイトル                     | 規格品番 |
| ------------- | ---------------------------- | -------- |
| 2010年9月22日 | ライブ・ベスト〜変わらぬ愛〜 | KICX-782 |

#### CD-BOX
| 発売日         | タイトル                                      | 規格品番      |
| -------------- | --------------------------------------------- | ------------- |
| 2022年10月26日 | 秋元順子コンプリートBOX 愛のままで… 2005-2022 | NKCD-7912〜16 |

### 映像作品

#### ライブ
| 発売日         | タイトル                                                                | 規格 | 規格品番 |
| -------------- | ----------------------------------------------------------------------- | ---- | -------- |
| 2008年11月26日 | 秋元順子コンサートツアー2008 愛のままで…                                | DVD  | KIBM-191 |
| 2014年12月3日  | 10th Anniversary 秋元順子コンサート2014〜愛ある限り、愛のままで生きる〜 | DVD  | KIBM-469 |

#### ミュージック・ビデオ
| 発売日         | タイトル                      | 規格 | 規格品番  |
| -------------- | ----------------------------- | ---- | --------- |
| 2008年10月22日 | キングDVDカラオケHit4         | DVD  | KIBK-3021 |
| 2010年6月23日  | キングDVDカラオケHit4         | DVD  | KIBK-3025 |
| 2013年8月7日   | DVDカラオケ全曲集ベスト8      | DVD  | KIBK-6034 |
| 2016年8月10日  | DVDカラオケ全曲集ベスト8 2016 | DVD  | KIBK-6080 |

## 出演

### ラジオ
- あなたと夜と音楽と（ラジオ日本） - レギュラー

ほか

### 舞台
- THE NICEGUY -どうしてこんなにモテるんだろう-（2011年、明治座）

### NHK紅白歌合戦出場歴
| 年度/放送回               | 回 | 曲目                 | 出演順 | 対戦相手 | 司会者              |
| ------------------------- | -- | -------------------- | ------ | -------- | ------------------- |
| 2008年（平成20年）/第59回 | 初 | 愛のままで…          | 06/26  | 木山裕策 | 中居正広/仲間由紀恵 |
| 2009年（平成21年）/第60回 | 2  | 愛のままで…（2回目） | 14/25  | TOKIO    | 中居正広/仲間由紀恵 |